# Teresa Eletta Rivetti
Teresa Eletta Rivetti nota come Serva di Dio Teresa Eletta del Cuore di Gesù (Roma, 9 marzo 1723 – Narni, 19 maggio 1790) è stata una mistica, scrittrice e monaca cristiana italiana.

## Biografia

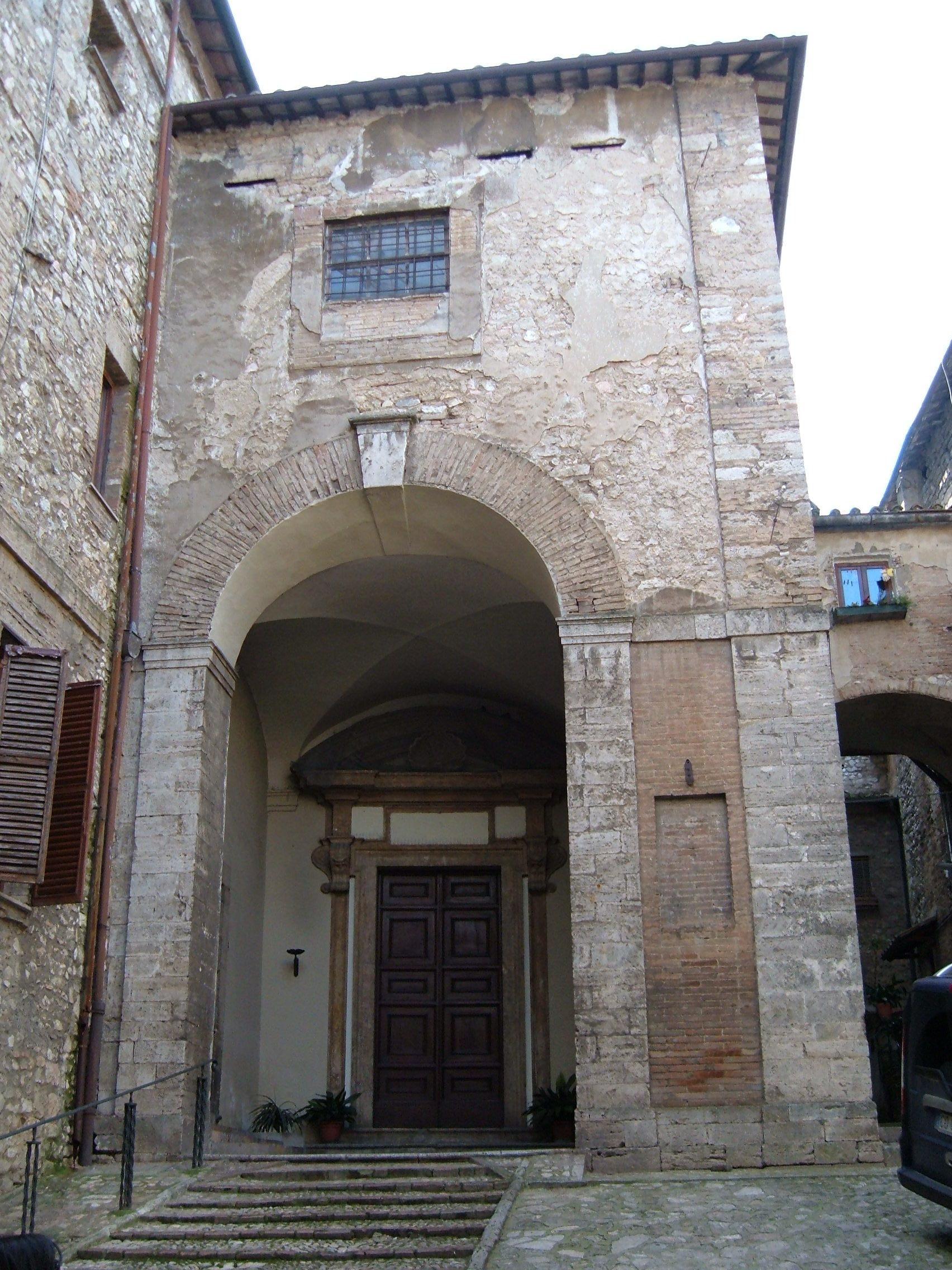
Narni, Chiesa e Monastero di Santa Restituta

Figlia di Filippo Rivetti e Antonia Pomponi visse fino all'adolescenza a Roma; nel 1737 entrò come educanda nel Monastero di Santa Restituta di Narni, fondato nel 1563 dalla suora di origine romana Eusebia Borghese, proveniente dalle monache del Terz'Ordine di san Francesco di Siena. Dopo due anni vestì il saio francescano prendendo il nome di suor Teresa Eletta del Cuore di Gesù. Avrebbe ricevuto le stigmate. Fu incaricata della formazione delle novizie e poi badessa. Morì il 19 maggio 1790, e fu sepolta il 23 maggio nella medesima chiesa di Santa Restituta di Narni. I suoi scritti sono stati oggetto di studio.

## Culto
L'8 giugno 1846 fu aperto il processo di canonizzazione e in tale occasione furono raccolti gli scritti di Teresa Eletta; interrotto anche in seguito alla soppressione degli ordini religiosi, venne ripreso nel 1915.
Le reliquie assieme a diversi suoi scritti autografi sono attualmente custoditi nel Monastero delle clarisse di Terni. Il corpo invece dopo la seconda riesumazione è custodito nel Santuario della Madonna del Ponte di Narni.